# Учење по моделу
Учење по моделу је врста социјалног учења за коју је специфично угледање онога ко учи на узор или модел, чије се понашање и особине личности усвајају имитацијом или на било који други начин. Узор или модел је особа за коју је појединац емоционално чврсто везан, коју воли, поштује или обожава. У детињству, најчешћи модел је родитељ, ујак, старији брат, учитељ или, касније, познати певач спортиста, политичар, научник, књижевник, бизнисмен или нека друга јавна личност.
Учење по моделу је облик учења који се заснива на посматрању модела, а састоји се у усвајању понашања која су праћена посредним поткрепљењем, односно у сузбијању онога за шта модел бива кажњен. Посматрајући различите моделе, људи усвајају низ позитивних, пожељних понашања. Уопште узев, овај вид учења има огроман удео у обликовању људског понашања и често је моћнији од других облика понашња. Посредно (викаријско) поткрепљење или казна, јесте поткрепљење које се искуси када неко други бива кажњен за своју активност. Реч је о поткрепљењима и казнама које добија неко други, али које снажно делују на посматрача. Ово је посебно случај ако је посматрани модел неко кога особа опажа као себи сличног или на неког кога жели да личи. 

## Карактеристике учења по моделу
Неке од важних карактеристика учења по моделу су следеће:
- Учењем по моделу деца и одрасли стичу нове облике понашања
- За успешно учење по моделу није неопходно награђивање; онај ко учи просто посматра модел. Додуше, модел може бити награђен или кажњен за своје понашање и то утиче на извођење наученог понашања. Ако је модел награђен за своје понашање, већа је вероватноћа да ће то понашање посматрач поновити. Уколико је модел кажњен, мања је вероватноћа, али то не значи да га није научио.
- Учење по моделу је спонтано, модел не мора да има свесну намеру да подучава. Исто је и са инструменталним учењем, понекад родитељи поткрепљују понашање своје деце, а да тога нису ни свесни. Нпр, само обраћање пажње на неко непожељно понашање детета може да представља поткрепљење.
- Посматрањем узора нова понашања се усвајају брзо и могу да имају трајно дејство.
- Деца и одрасли не подржавају сваког: имитирају одређене особе и одређене особине тих особа. Од особина самог узора, али од особина субјекта зависи шта ће се научити посматрањем. Постоји тенденција да се имитирају особе које имају социјални углед, особе које су упадљиве, привлачне, интелигентне.
- Када је у питању учење ставова, правила понашања и усвајање вредносног система, по правилу су узори особе за које смо емотивно везани.
- При учењу сложених моторних вештина, посматрање узора је некада неопходно, мада често није довољно. Радњу морамо сами пробати да бисмо је научили. Вербална упутства такође нису довољна. Учење плеса, пливања, тениса није могуће само посматрањем и праћењем инструкција. У процесу социјализације, посматрање узора по правилу има снажнији утицај него вербално упутство како и зашто се треба понашати на одређени начин.

## Бандурин експеримент
Студија с лутком Бобо представља истраживање које је у периоду 1961—1963. године спровео канадски психолог Алберт Бандура. И пре њега су психолози говорили о имитацији, учењу улога, идентификацији... Бандура је био убеђен да сви ови процеси имају нешто заједничко: посматрање понашања особе која служи као узор/модел и затим понављање, репродуковање посматраног понашања. На овај начин могу да се уче конкретне радње, начин говора, понашања, начин облачења, али и општа правила понашања, ставови, систем вредности (за ово се обично користи термин идентификација).
Наиме, сматра се да током људског раста и развоја важни људи у детињству, попут родитеља и учитеља, поткрепљују одређена понашања, а игноришу или кажњавају друга. Али, Бандура сматра како понашање може на различите важне начине бити обликовано једноставним опажањем и имитирањем (моделирањем) понашања других људи.
Истраживање је проведено у дечјем вртићу међу 36 дечака и 36 девојчица просечне старости 4,4 године. Деца су била подељена у 8 експерименталних група и једну контролну групу, зависно од тога ког су пола, хоће ли бити изложена агресивном или неагресивном моделу, моделу женског или мушког пола и слично. Агресивно понашање модела изражавало се кроз агресивна понашања усмерена према лутки Бобо – седео би на њу, ударао чекићем, бацао по просторији, удара ногом и слично.
Деца која су опонашала агресивне моделе опонашала су у целости њихова насилничка понашања према лутки Бобо, наручито када је у питању био модел њиховог пола. Истраживање је показало и низ других, значајних налаза.